# 非感染性肺炎
非感染性肺炎（英語：pneumonitis）是除微生物感染引起外，因理化因素、过敏、免疫损伤及药物等导致的肺部炎症，包括放射性肺炎、化学性肺炎、过敏性肺炎、免疫性肺炎、药物性肺炎、吸入性肺炎等；其中吸入性肺炎除可能因胃内容物引起的化学性肺炎，也常併发细菌性肺炎，属于混合性肺炎。
引起非感染性肺炎的原因包括：以放射線治療胸部、化學治療、吸入如動物皮屑的雜物、除草劑或氟碳化合物等等產生的某些系統性疾病。它和感染性肺炎不同，后者是因微生物感染而引起的肺部組織發炎。

## 致病原因
- 病毒感染：麻疹病毒可能造成嚴重的非感染性肺炎，巨細胞病毒是另一個致病原因。
- 肺炎（感染性肺炎本身）
- 放射線治療
- 吸入強堿，如氫氧化鈉[2]
- 間質性肺病
- 敗血症
- 對藥物的不良反應
- 對吸入劑過敏[2]
- 吸入某些蘑菇種類的孢子（支氣管肺泡過敏症）[2]
- 接觸到汞蒸汽
- 吸煙
- 過度接觸到氯
- 支氣管阻塞（阻塞性肺炎或阻塞後肺炎）
- 蛔蟲病遷移期間

## 診斷
胸部X光或X光電腦斷層掃描可區分非感染性肺炎和感染性肺炎。若在CT上檢查出某種程度的肺部纖維化 , 表示有慢性肺部發炎腫。

### 分類
它可被分為急性間質性肺炎，血性肺炎腫，淋巴細胞的間質性肺炎腫，放射性肺炎腫以及尿毒症肺炎腫。

## 治療
治療肺炎腫通常是保守的使用皮質類固醇，例如短期治療可口服潑尼松或甲基潑尼松龍，長期治療需吸入皮質類固醇，如氟替卡松或布地奈德以消炎。防止因長期暴露於如過敏原之類的不良環境中而引起的再發炎。